# Polkowice
Polkowice (niem. Polkwitz) – miasto powiatowe leżące na Dolnym Śląsku, w województwie dolnośląskim, w powiecie polkowickim, siedziba gminy miejsko-wiejskiej Polkowice. Położone przy drodze ekspresowej S3 (trasa międzynarodowa E65) oraz drodze wojewódzkiej nr 331 i nr 333, na południowo-wschodnim skraju Wzgórz Dalkowskich w kierunku Doliny Szprotawy. Stanowi jeden z głównych ośrodków przemysłowych Legnicko-Głogowskiego Okręgu Miedziowego. Na terenie miasta znajduje się podstrefa Legnickiej Specjalnej Strefy Ekonomicznej, w której znajdują się m.in. zakłady: CCC, Volkswagen Motor Polska, Brose Sitech, Sanden.

## Położenie
Według danych z 1 stycznia 2009 powierzchnia miasta wynosi 23,74 km² (238. miejsce w kraju).
W latach 1946–1967 osiedle typu miejskiego, a od 1 stycznia 1967 roku ponownie miasto. W latach 1954–1972 Polkowice były siedzibą, utworzonej w miejsce gminy, Gromady Polkowice, a w wyniku kolejnej reformy gminnej, od 1 stycznia 1973 roku ponownie siedzibą Gminy Polkowice. W latach 1975–1998 miasto administracyjnie należało do woj. legnickiego. Z dniem 10 sierpnia 1998 roku Polkowice stały się siedzibą powiatu polkowickiego.

## Toponimia

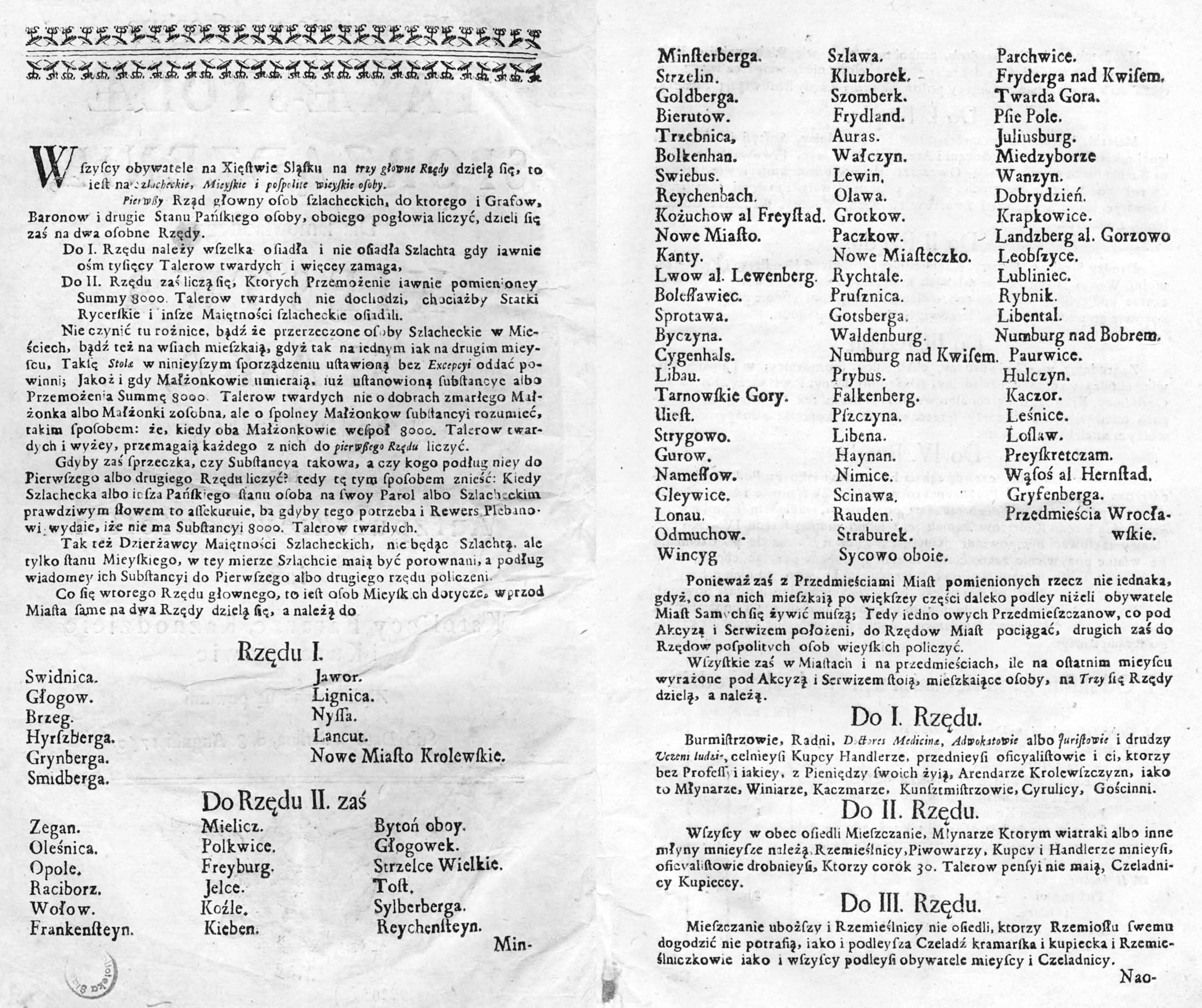
Nazwa Polkwice wśród innych nazw śląskich miejscowości w urzędowym pruskim dokumencie z 1750 roku wydanym w języku polskim w Berlinie.

Nazwa miejscowości pochodzi od imienia Bolko, które jest staropolskim derywatem słowiańskiego imienia męskiego Bolesław będącym imieniem dynastycznym w polskiej dynastii Piastów oraz czeskiej Przemyślidów.
Według pierwszych zapisków Bolesław I Wysoki z dynastii Piastów wybudował w lesie na miejscu dzisiejszego miasta dwór myśliwski zwany Bolkowicami. Miano to ulegało z biegiem czasu modyfikacjom – Bolkewice, Pulkowice, Polkowice, by dostosować się do wymowy niemieckiej poprzez formę Bolckowitz i ostatecznie Polkwitz. Miejscowość została zapisana w łacińskim dokumencie wydanym w 1333 roku we Wrocławiu w zlatynizowanej staropolskiej formie Polcovicz. W 1475 roku w łacińskich statutach Statuta Synodalia Episcoporum Wratislaviensium miejscowość wymieniona jest w zlatynizowanej formie Polkewicze oraz Polkowice.
W roku 1613 śląski regionalista i historyk Mikołaj Henel z Prudnika wymienił miejscowość w swoim dziele o geografii Śląska pt. Silesiographia podając jej łacińską nazwę: Polcovitium. W dziele Matthäusa Meriana pt. „Topographia Bohemiae, Moraviae et Silesiae” z 1650 roku miasto zanotowane jest pod dwiema nazwami Bolkowitz oraz Polckwitz.
Polską nazwę Bolkowice oraz niemiecką Polkwitz w książce „Krótki rys jeografii Szląska dla nauki początkowej” wydanej w Głogówku w 1847 wymienił śląski pisarz Józef Lompa. Słownik geograficzny Królestwa Polskiego wydany pod koniec wieku XIX podaje dwie polskie nazwy miejscowości – Polkwice i jako starszą – Bolkowice oraz niemieckie Polkwitz, Pulkwitz, Bolkowitz, Bolkwitz.
Po dojściu do władzy narodowych socjalistów zmieniono nazwę miasta w latach 1937–1945 na całkowicie niemiecką Heerwegen. W 1945 r. administracja polska wybrała jako polską nazwę miasta dawną formę Polkowice.
W łacinie występuje w formie Polkovitium.

## Historia

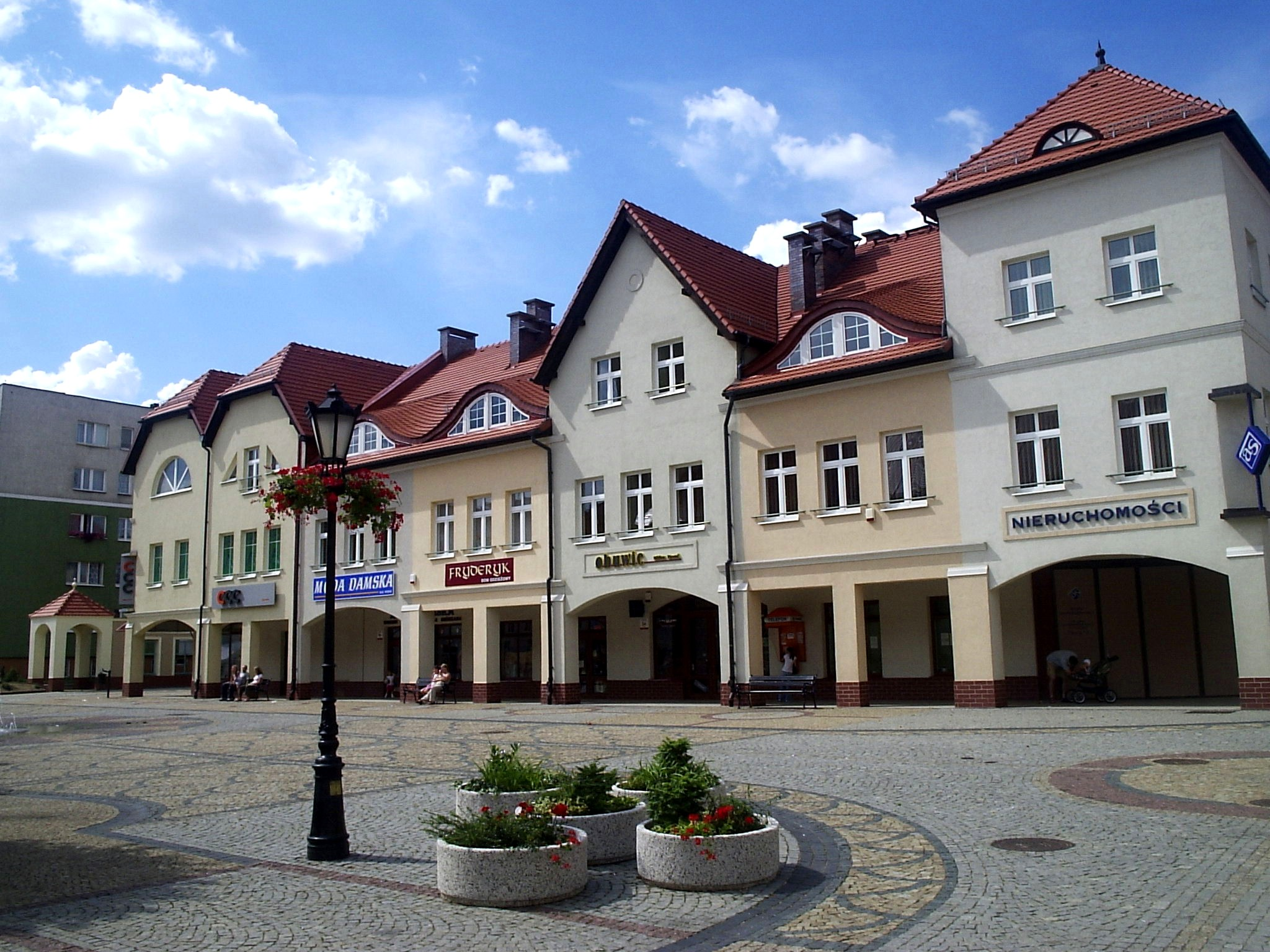
Rynek – pierzeja północna

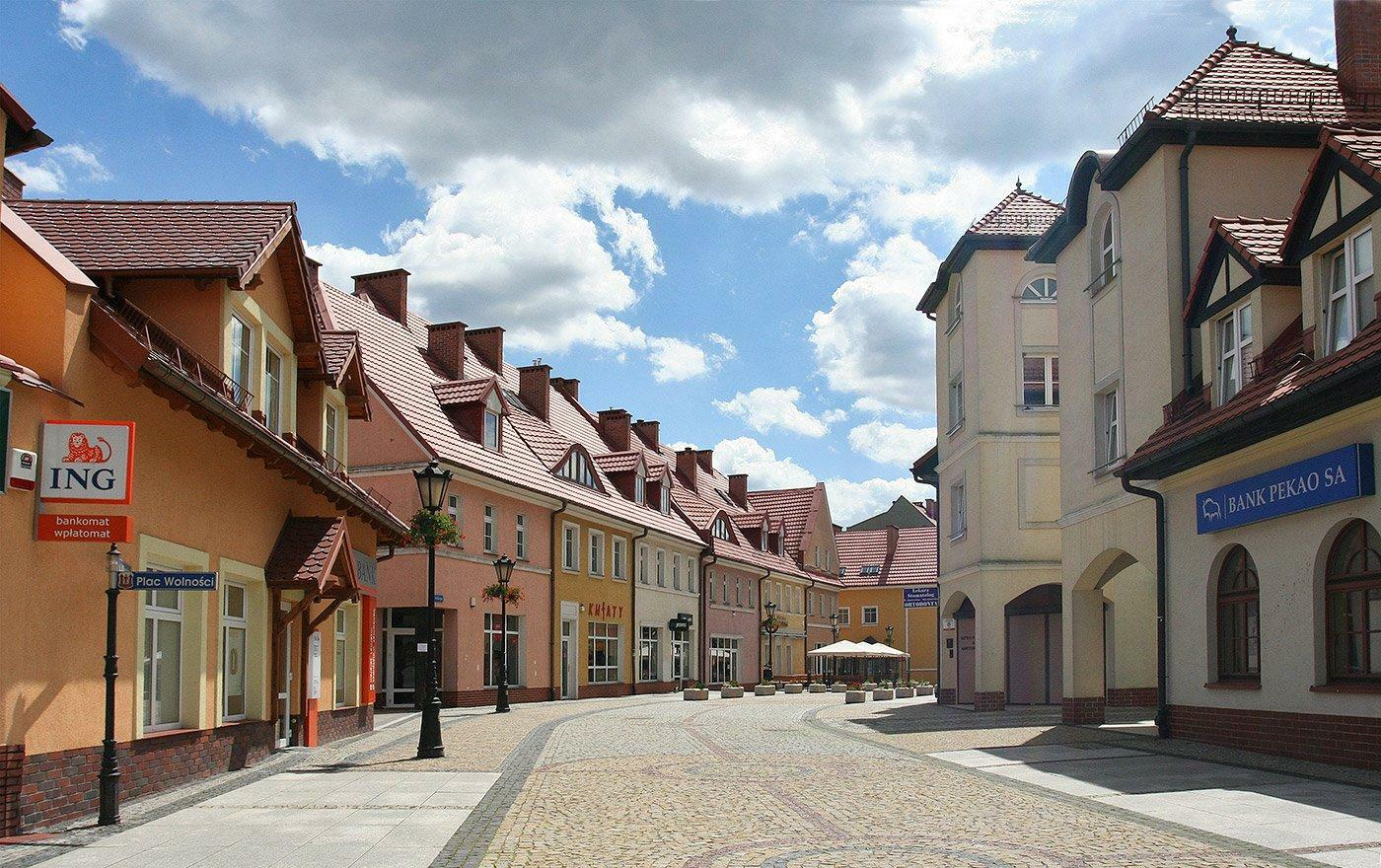
Deptak w centrum Polkowic

Losy ziemi polkowickiej były od wczesnego średniowiecza związane z losami politycznymi całego Śląska. W szczególności utworzonego w połowie XIII w. Księstwa głogowskiego.
Na długo przed uzyskaniem praw miejskich Polkowice były osadą targową – leżały na szlaku handlowym między grodem Dziadoszan – Głogowem a Trzebowian – Legnicą. Oprócz uprawy roli, mieszkańcy zajmowali się też handlem i obsługą karawan kupieckich. W 1180 znajdował się tu dwór myśliwski księcia wrocławskiego Bolesława Wysokiego. Gdy w 1223 r. książę Henryk Brodaty oddał Sychową opatowi Cystersów z Lubiąża; Guntherowi, mieszkańców jako łazęków poddał pod jurysdykcję starosty Bogdana z Polkowic wymienionym po łacinie jako Bogdan de Polkovic. Prawa miejskie nadał Polkowicom książę głogowski Konrad I przed 1272 r. prawdopodobnie w 1265 r. Pierwsza wzmianka jako o „civitas” z 1291 r. Od lokacji miasta na prawie niemieckim do końca XIV w. w imieniu księcia miastem rządzili dziedziczni wójtowie. W 1406 r. mieszczanie powołali Radę Miejską, a w 1407 miasto wykupiło dziedziczne wójtostwo, a władzę w mieście przejęła Rada Miejska z burmistrzem na czele. W 1457 r. miasto doszczętnie spłonęło. Ponowne zniszczenia i wyludnienie miasta nastąpiło w czasie wojny trzydziestoletniej (1618–1648) oraz epidemii dżumy w 1680 r.
W wyniku wojen śląskich (1740–1763) Polkowice wraz z całym księstwem głogowskim przeszły z monarchii Habsburgów austriackich we władanie Prus (w 1741 r.). Wraz z nową państwowością, wprowadzono na Śląsku zmiany administracyjne: Śląsk podzielono na dwa departamenty i ich władze administracyjne w postaci kamer wojenno-dominalnych, z siedzibą we Wrocławiu (dla Śląska Środkowego i Górnego) oraz w Głogowie (dla Śląska Dolnego), oraz na powiaty – departament kamery głogowskiej obejmował 16 powiatów, wrocławskiej – 32, na ich czele stali starostowie. Rada Miejska przestała mieć wpływ na miejskie wydatki, na które zgodę wydawała Królewska Izba Skarbowa w Głogowie. Urzędników miejskich mianowali urzędnicy królewscy. Wybory do Rady Miejskiej odbyły się dopiero w 1809 r., po ogłoszonych w 1808 r. reformach w organizacji samorządów miejskich (w ramach wielkich reform państwa pruskiego, po klęskach w wojnach z napoleońską Francją). Mieszkańcy wybierali Radę, która wybierała członków magistratu i burmistrza. Wybory musiały być zatwierdzone przez króla. Wojny napoleońskie doprowadziły miasto do ruiny gospodarczej. W XVIII-XIX w. przybyli tu osadnicy holenderscy, którzy budowali liczne wiatraki, rozwinęło się również płóciennictwo i garncarstwo. W 1807 w Polkowicach przebywał Napoleon, a rok później legion polski udający się do Hiszpanii. 
Druga połowa XIX w. była okresem wzmożonego rozwoju miasta, Polkowice były wówczas dużym ośrodkiem polonijnym. W latach 1852–1853 zbudowano nowy ratusz (do dziś istniejący). W 1900 r. Polkowice uzyskały połączenie kolejowe z resztą kraju, w 1901 – połączenie telefoniczne, 1907 – elektryczne oświetlenie ulic. W latach 1937–1945 miasto nosiło nazwę Heerwegen.
Pod koniec 1939 r. w mieście znaleźli się pierwsi robotnicy przymusowi z Polski, pracujący głównie w gospodarstwach rolnych. W roku następnym powstał też obóz jeniecki dla żołnierzy francuskich. W wyniku II wojny światowej i zmiany granic miejscowość znalazła się w 1945 pod polską administracją i uzyskała nazwą Polkowice. Tutejsza niemiecka ludność została wysiedlona w nowe granice Niemiec. Na jej miejsce przybyli polscy osadnicy z Poznańskiego i Łódzkiego oraz ekspatrianci z Kresów Wschodnich. Ze względu na niewielkie rozmiary Polkowice po wojnie nie zostały zakwalifikowane do rzędu miast. 1 stycznia 1967 r. Polkowice ponownie otrzymały prawa miejskie. 1 stycznia 2005 do miejscowości została dołączona pobliska wieś – Polkowice Dolne.
Najważniejsze wydarzenia w historii Polkowic:
- 1265 – nadanie praw miejskich
- 1291 – nadanie herbu
- 1406 – pierwsza Rada Miejska
- 1490 – przejście pod panowanie Czech
- 1741 – przejście pod panowanie Prus
- 1937 – zmieniono nazwę na Heerwegen
- 1945 – włączenie miasta do Polski pod nazwą Polkowice
- 1946 – odebrano Polkowicom prawa miejskie
- 1967 – ponowne nadanie praw miejskich
- 1998 – Polkowice uzyskały status miasta powiatowego
- 2005 – do Polkowic została przyłączona pobliska wieś – Polkowice Dolne
- 2007 – nadanie pierwszych honorowych obywatelstw oraz premiera hejnału miasta – kompozycja Jana Kantego Pawluśkiewicza
- 2021 - odsłonięto  pomnik "Golgota Wschodu", zrealizowany przez Stowarzyszenie Patriotyczne Polkowice[20].

## Zabytki

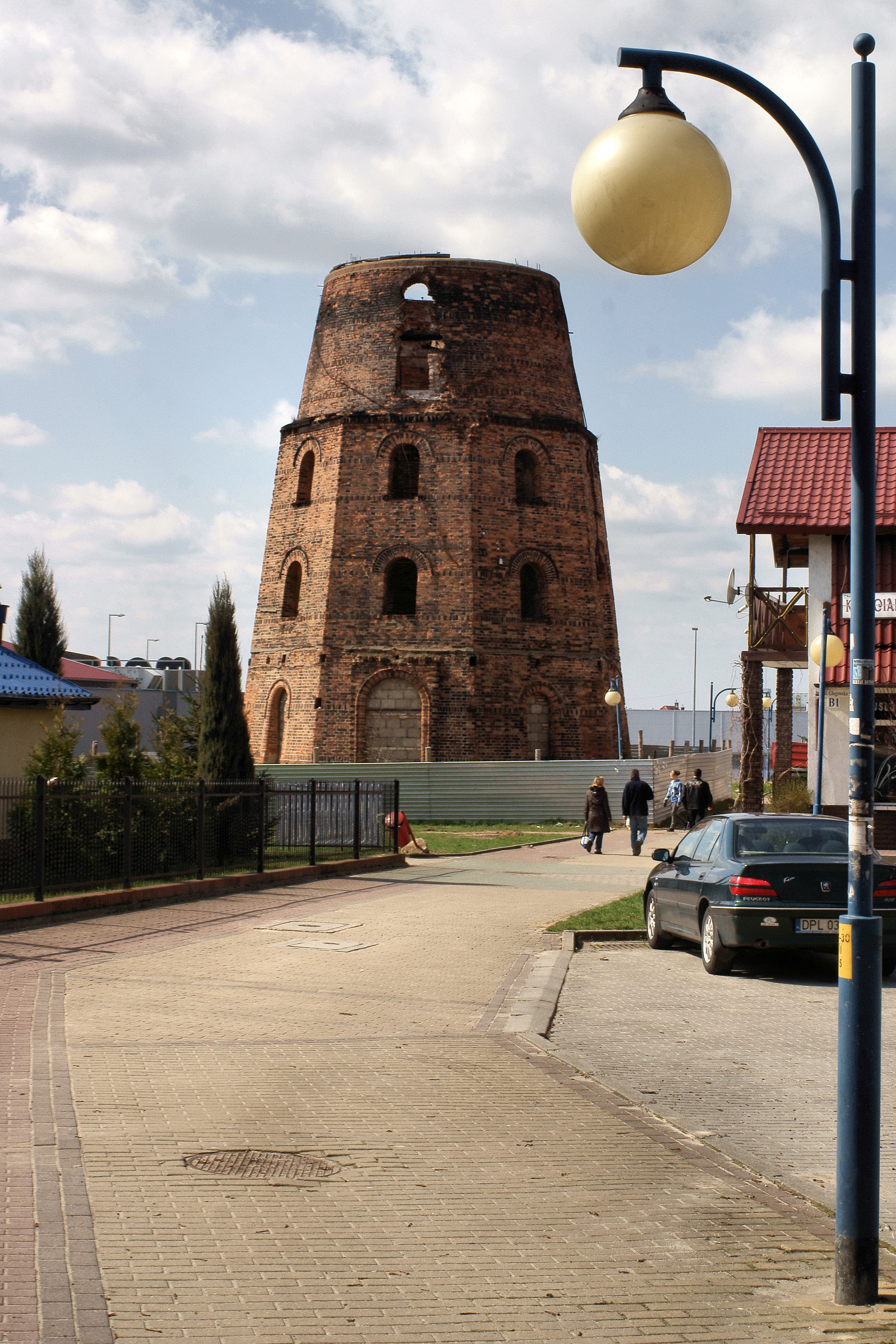
Ruiny zabytkowego młyna – wiatraka

Do wojewódzkiego rejestru zabytków wpisane są:
- obręb Starego Miasta – Rynek polkowicki, z 1265 r.
- kościół par. pw. św. Michała Archanioła, z XV/XVI w., XVII w., XX w.
- kościół ewangelicki, obecnie rzym.kat. pw. św. Barbary, Rynek, z k. XIX w.
- ratusz (stary i nowy), z XV w., XVIII w., XX w.
- młyn – wiatrak holender, ul. Głogowska, z k. XIX w.

Polkowice Dolne
- park, z k. XIX w.

inne zabytki w Polkowicach:
- willa Morgenrothów, obecnie pozostałości na strychu budynku Straży Miejskiej
- lokomotywa Graf Recke Vollmerstein, obecnie nie istnieje.

## Podział
Miasto dzieli się na:
- Osiedle Sienkiewicza
- Osiedle Krupińskiego
- Osiedle Gwarków
- Osiedle Centrum
- Osiedle Rynek
- Osiedle Dąbrowskiego
- Osiedle Hubala
- Osiedle Polanka
- Osiedle Staszica
- Osiedle Polkowice Dolne

## Demografia
Liczba ludności Polkowic na przestrzeni lat 1885–2023.
Według danych GUS z 1 stycznia 2023 r. miasto miało 21 505 mieszkańców (197. miejsce w kraju). Gęstość zaludnienia wynosi 905,9 osób/1 km² (26. miejsce w województwie).
Piramida wieku mieszkańców Polkowic w 2017 roku.

## Edukacja
Żłobki
- Żłobek miejski nr 1 "Krasnal"

Przedszkola
- Przedszkole miejskie nr 2 "Słoneczko"
- Przedszkole miejskie nr 3
- Przedszkole miejskie nr 4 im. Misia Uszatka
- Przedszkole miejskie nr 5
- Przedszkole miejskie nr 6 z oddziałami integracyjnymi

Szkoły podstawowe
- Katolicka Publiczna Szkoła Podstawowa
- Szkoła podstawowa nr 1 im. Jana Wyżykowskiego
- Szkoła podstawowa nr 2 im. Kornela Makuszyńskiego
- Szkoła podstawowa nr 3 im. Arkadego Fiedlera
- Szkoła podstawowa nr 4 im. Marii Skłodowskiej - Curie

Szkoły ponadpodstawowe
- Zespół Szkół im. Narodów Zjednoczonej Europy
- Katolickie Publiczne Liceum Ogólnokształcące

Szkoły Wyższe
- Uczelnia Jana Wyżykowskiego

## Kultura
Imprezy kulturalne w mieście organizuje Polkowickie Centrum Animacji. Najważniejsze z nich to:
- Oblicza Teatru (do 2011 r. pod nazwą "Polkowickie Dni Teatru")[24]
- Dni Polkowic
- Polkowickie Lato Kulturalne
- Festiwal Muzyki Organowej
- W kręgu CUltur – miedziowe spotkania z kulturą...

Oprócz wyżej wymienionych wydarzeń kulturalnych odbywają się różne wystawy, konkursy, przeglądy itp.
(Występy Grupy Teatralnej „Antrakt”, występy Grupy Teatralnej „A-DE-TE” działających na terenie PCA)

## Wspólnoty wyznaniowe

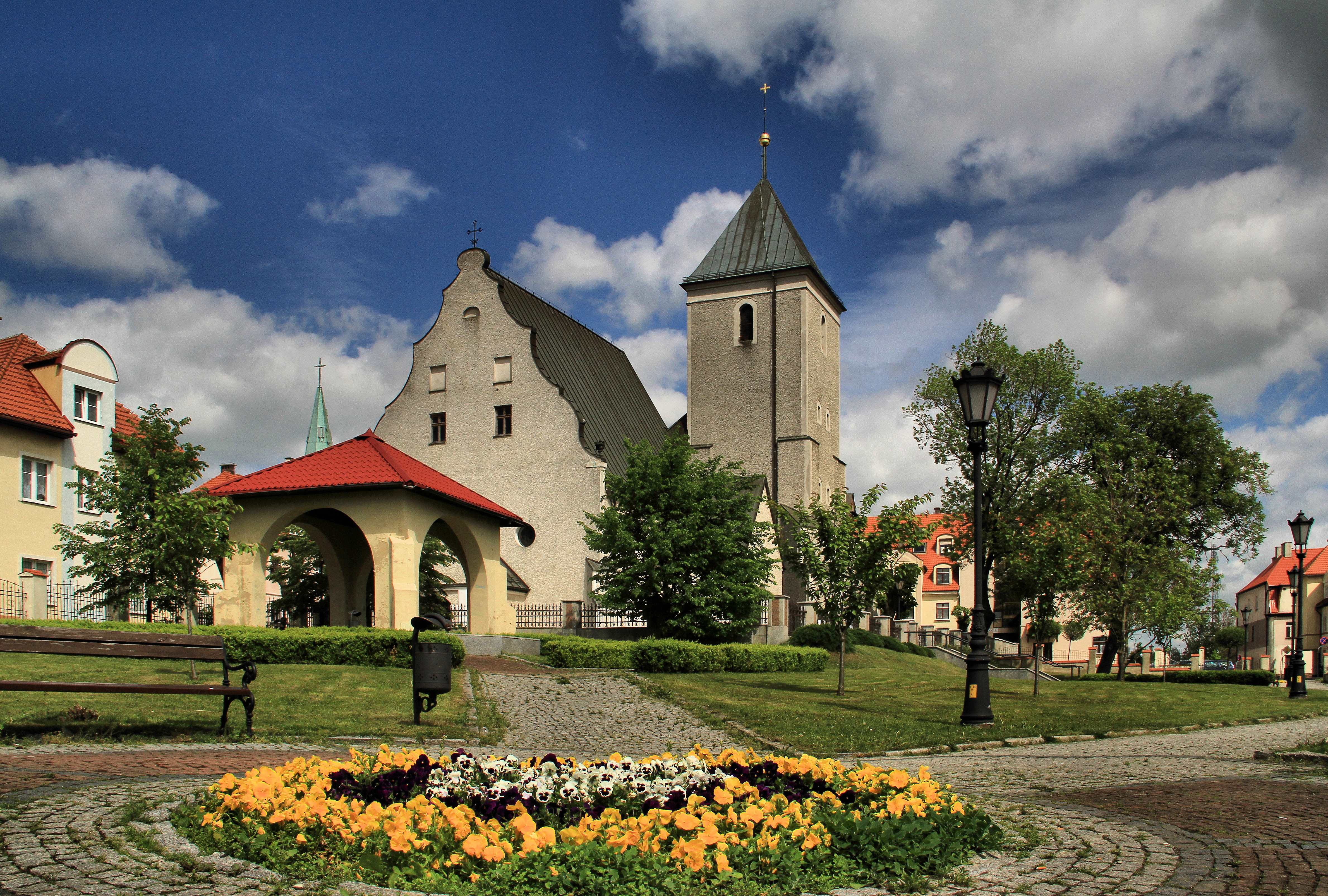
Kościół św. Michała Archanioła

Na terenie miasta działalność religijną prowadzą następujące Kościoły i związki wyznaniowe:
- Kościół rzymskokatolicki:
  - parafia św. Michała Archanioła (kościół pw. św. Michała Archanioła i kościół filialny pw. św. Barbary)
  - parafia Matki Boskiej Łaskawej
  - parafia Matki Bożej Królowej Polski
- Kościół Chrystusowy w Rzeczypospolitej Polskiej
  - Zbór w Polkowicach
- Świadkowie Jehowy:
  - zbór Polkowice-Wschód
  - zbór Polkowice-Zachód (Sala Królestwa ul. Sucharskiego 9)[25][26]

## Administracja
Burmistrzowie miasta:
- Józef Trzmielewski[27] (1945–1946)
- Przemysław Walczak (1989–1992)
- Henryk Krawczyszyn (1992–1994)
- Emilian Stańczyszyn (1994–2001, 2003–2006)
- Stanisława Bocian (2001–2003)
- Wiesław Wabik (2006–2018, od 2024)
- Łukasz Puźniecki (2018–2024)

## Sport i rekreacja
Polkowickie zespoły sportowe:
- Górnik Polkowice – piłka nożna
- LKS Polkowice – lekkoatletyka
- CCC Polkowice – koszykówka
- CCC Sprandi Polkowice – kolarstwo
- MKSTS Polkowice – tenis stołowy

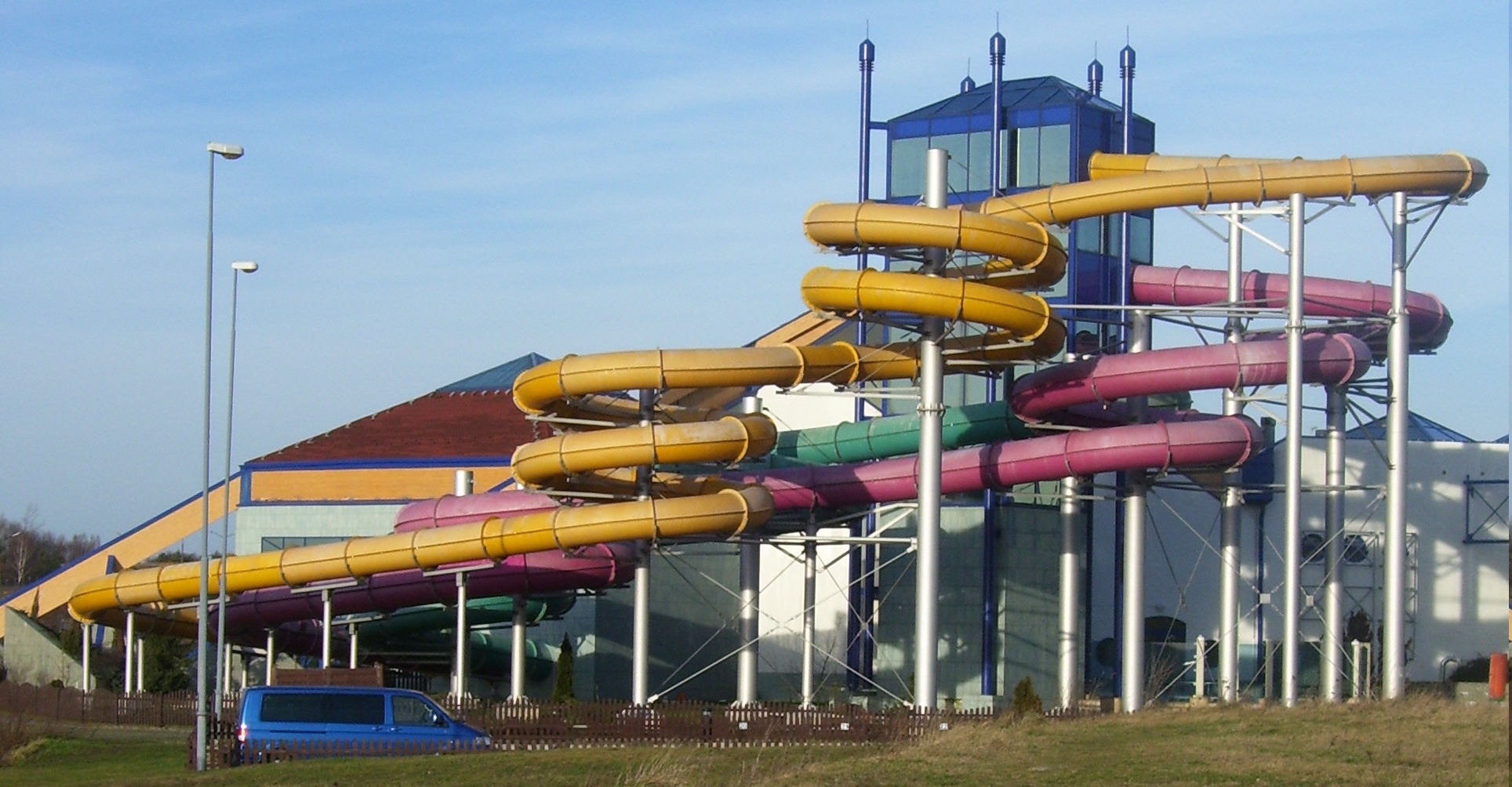
Zdjęcie przedstawiające trzy zewnętrzne zjeżdżalnie w parku wodnym

- KPC Górnik Polkowice – podnoszenie ciężarów
- Cuprum Polkowice – piłka nożna halowa
- MKS Płetval Polkowice – pływanie
- STZ Polkowice – tenis ziemny

W mieście zlokalizowany jest Aquapark Polkowice, który składa się z zespołu basenów oraz pływalnię, 5 zjeżdżalń (w tym jednej wewnętrznej), spa, sauny, siłownię, kręgielnię, stoły bilardowe, salę fitness, jaskinię solną, solarium, kriokomorę. Znajdują się tam też dwa inne baseny – Niekryty basen Grzybek, otwierany tylko w okresie letnim i kryty basen sportowy przy Szkole Podstawowej nr 3. Niedawno został zbudowany stadion lekkoatletyczny, na którym trenować będzie LKS Polkowice.

## Droga świętego Jakuba
Przez miasto przebiega Dolnośląska Droga św. Jakuba odcinek szlaku pielgrzymkowego do grobu św. Jakuba w Santiago de Compostela w Hiszpanii.

## Miejscowości partnerskie
- Gmina Sickte (Niemcy)[28]
- Gmina Heumen (Holandia)[29]